# 塞繆爾·艾略特·莫里森
塞繆爾·艾略特·莫里森（英語：Samuel Eliot Morison, 1887年7月9日—1976年5月15日）是一位美國海軍歷史學家，以其海軍歷史相關著作的權威性和可讀性著名，最高軍銜為海軍後備役少將。

## 生平
莫里森於1912年在哈佛大學獲得了哲學博士學位，後於該校教授歷史長達40年。
在莫里森的職業生涯裡，共獲得11個榮譽博士學位，包括哈佛大學（1936年）、耶魯大學（1949年）、哥倫比亞大學（1942年）、牛津大學（1951年），以及諸多文學獎項、軍事榮譽和國家榮譽，包括兩個普立茲獎、兩個班克洛夫特奖、巴尔赞奖、功績勳章和總統自由勳章。

## 著作
莫里森因1942年所著、講述克里斯多福·哥倫布生平的《哥伦布传》（Admiral of the ocean sea : a life of Christopher Columbus）以及1959年的《一位水手的传记》（John Paul Jones: A Sailor's Biography）兩書而獲得了普立茲獎。1942年，富蘭克林·D·羅斯福總統委任他寫述美國海軍在二次大戰的戰史，後成了於1947年至1962年期間問世的15卷巨著——《第二次大戰美國海軍作戰史》。1951年，莫里森以後備役海軍少將的身份退役。莫里森還著有頗受好評的《牛津美國民族史》以及與亨利·康马杰合著經典教科書——《美利坚共和国的成长》（The Growth of the American Republic，1930年出版）。

## 註解
1. ↑  上述兩書的中文譯名取自這兩本書的中譯作書名。